# Diecezja Susy
Diecezja Susy – diecezja Kościoła rzymskokatolickiego we Włoszech, a ściślej w Piemoncie. Należy do metropolii Turynu. Została erygowana 3 sierpnia 1772 roku. Wszystkie parafie diecezji znajdują się na terenie świeckiej prowincji Turyn.